# Casa Yvars
La casa Yvars és un edifici cantoner amb façana principal al carrer Major i lateral a la plaça Sales i Ferrer d'Ulldecona (Montsià) protegit com a bé cultural d'interès local. Consta de planta baixa, un pis i golfes. A la planta hi ha tres portes allindanades, amb finestres enreixades entre elles, la central i principal de les quals s'emmarca amb brancals i dovelles decoratives de pedra. En el primer pis hi ha alternança de finestres i balcons amb reixa de ferro i les golfes té obertures rectangulars tancades amb portelles de fusta. Hi ha un tractament decoratiu de l'arrebossat mitjançant relleus, centrat en frontons triangulars i semicirculars sobre els balcons del primer pis i en la cornisa superior, sostinguda amb permòdols decoratius; els diferents elements decoratius són motius vegetals. Aquesta decoració apareix a les dues façanes. Es manté la distribució interior original (sostres alts i estances comunicades...). Sobre la porta central de la façana principal hi ha gravada la data de 1864. L'edifici es divideix actualment en dos habitatges, contigus però independents. És possible que això ja succeís en un principi, sent ocupada una banda pels propietaris i l'altra pels masovers.